# Pierre réfractaire

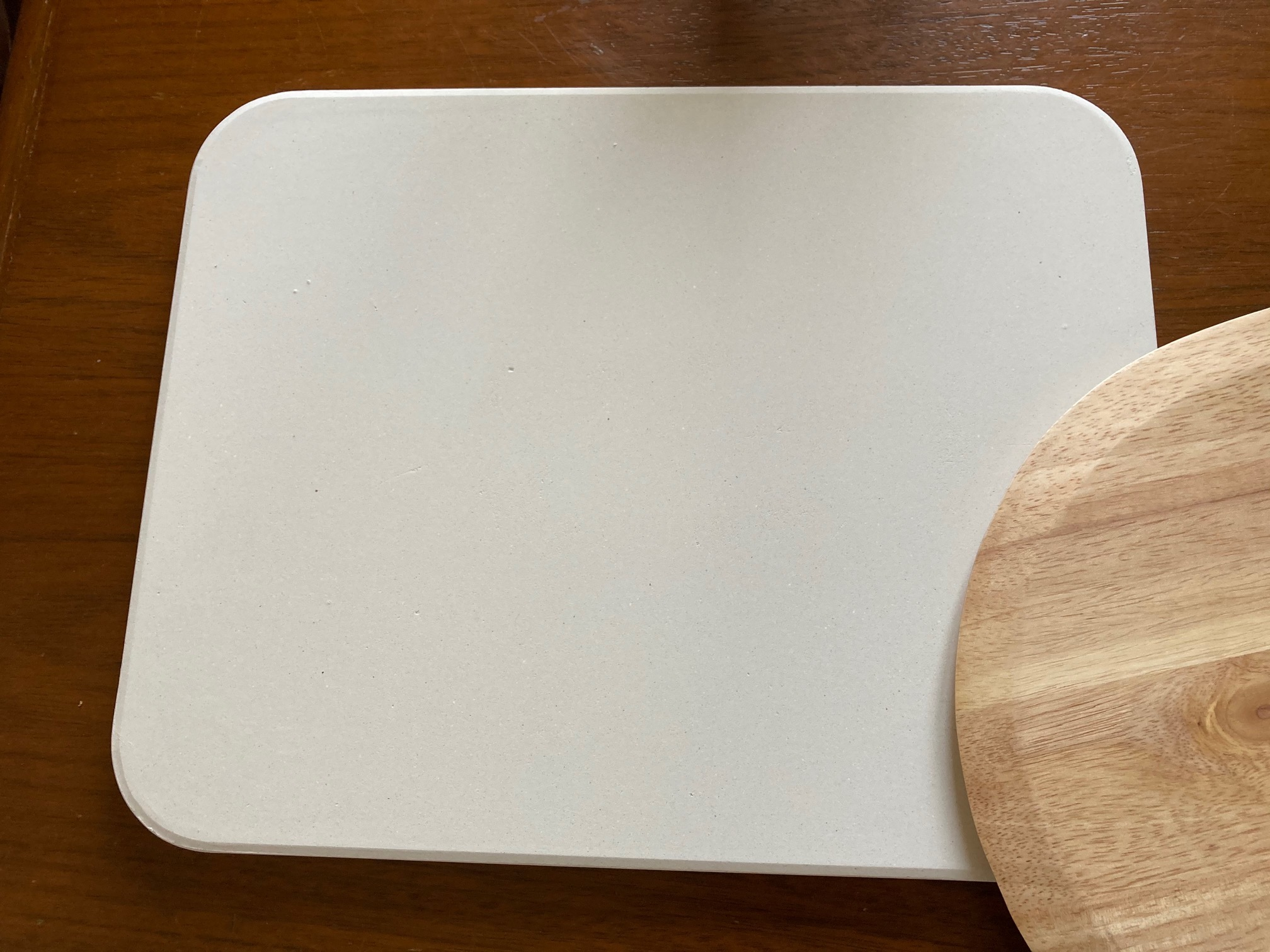
Pierre réfractaire rectangulaire pour cuisson.

La pierre réfractaire est également appelée pierre de cuisson ou pierre à pizza. Elle accumule la chaleur lors de la préchauffe et la restitue de façon homogène sur toute sa surface au contact des aliments. Ses caractéristiques naturelles lui permettent de supporter de fortes températures, nécessaires en particulier à la cuisson des pâtes (pizzas, pains, viennoiseries, cookies, tartes, etc.).

## Principe de fonctionnement

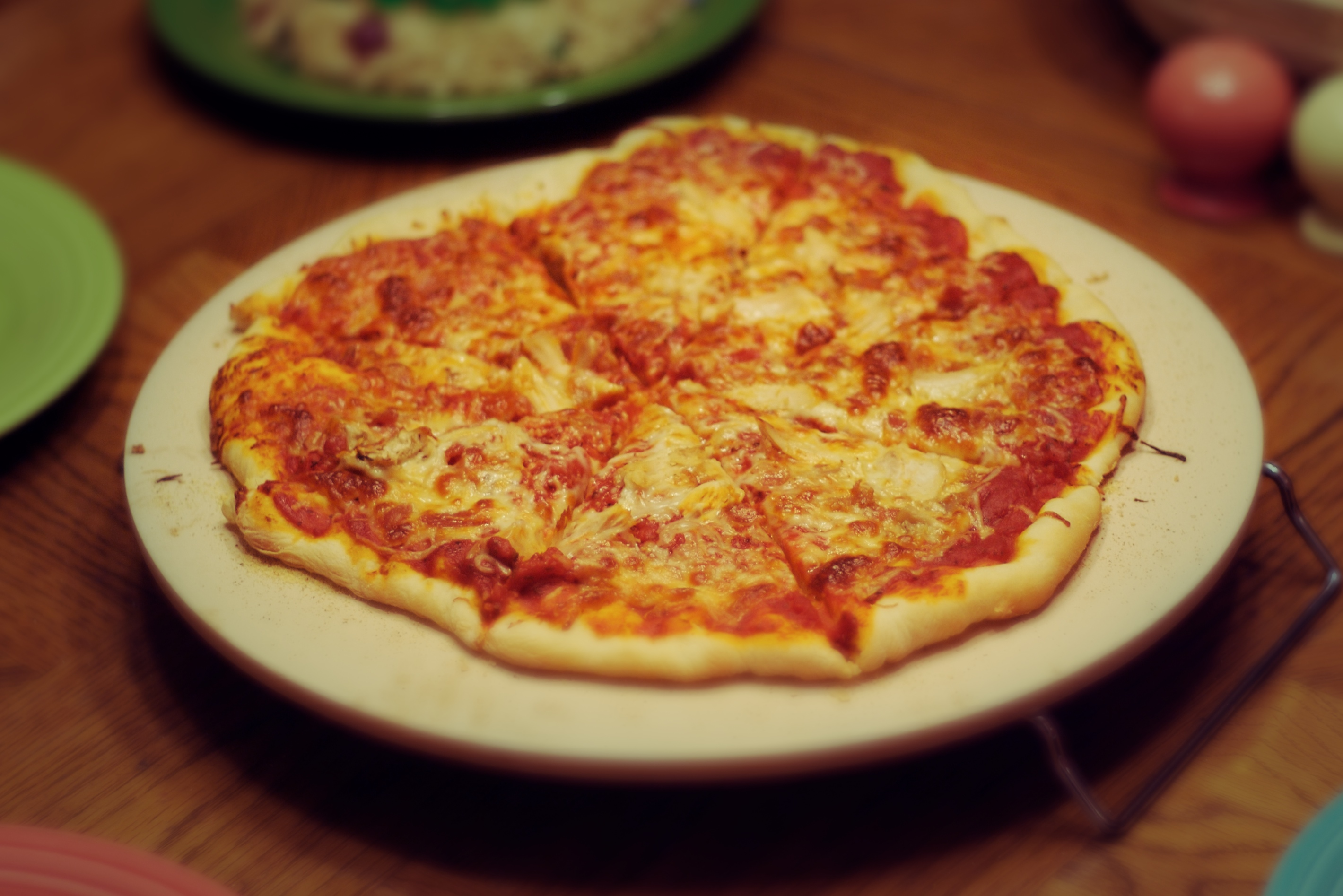
Pizza sur une pierre de cuisson.

La pierre réfractaire est mise à four froid sur une grille et préchauffée durant 15 à 45 minutes, selon l'épaisseur de la dalle. La température du four est fixée autour de 250 °C. À l'issue de la préchauffe, le four est éteint et la pizza fraîche est placée sur la pierre réfractaire recouverte d'une fine couche de farine.
La pierre réfractaire, qui a accumulé une grande quantité de chaleur, reste chaude longtemps durant la cuisson du fait de son inertie thermique.
La chaleur diffuse lentement de la pierre réfractaire vers la pâte durant les 5 à 7 minutes de la cuisson ; elle saisit la pâte rapidement mais sans la brûler, ni la dessécher. La croûte reste croustillante et l'intérieur est moelleux. La pierre réfractaire va aussi absorber l'excès d'humidité de la pâte restituée durant la cuisson (contrairement à une plaque métallique).

## Utilisation

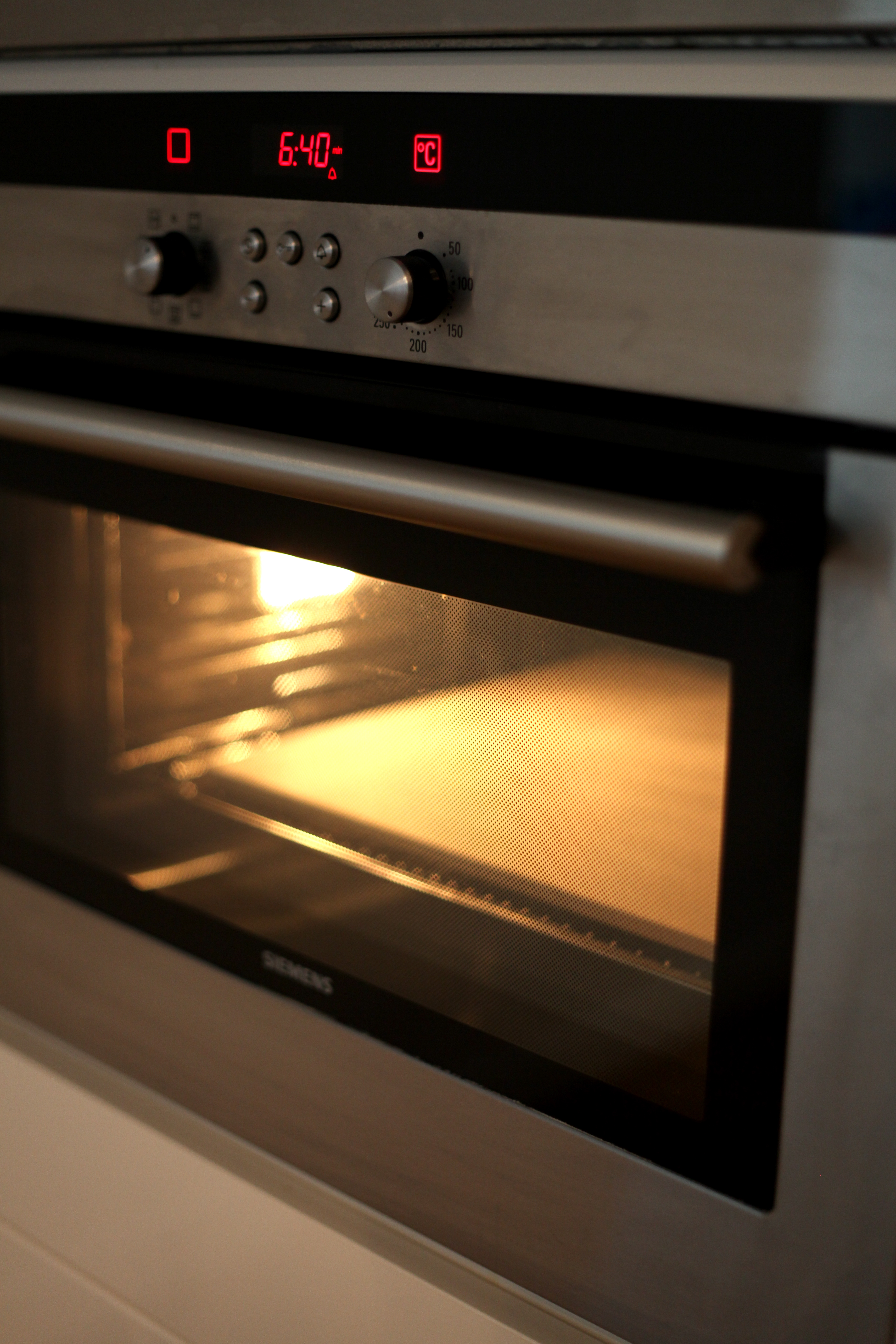
Pierre de cuisson et four domestique.

La pierre réfractaire s'utilise dans un four électrique, à gaz, à bois ou sur un barbecue.

## Caractéristiques
La forme est rectangulaire ou ronde. L'épaisseur est généralement entre 1,5 et 3 cm.
La pierre réfractaire est composée d'argile, de cordiérite ou de chamotte (argile calcinée).